# Cămin
Cămin es una comuna ubicada en el distrito de Satu Mare, Rumania.

## Superficie
Posee una superficie de 18,52 kilómetros cuadrados.

## Demografía
Hasta 2021 la población era de 1250 habitantes, con una densidad de población de 67,49 habitantes por kilómetro cuadrado.